# Jinzhong
Jinzhong is een stadsprefectuur in het oosten van de noordelijke provincie Shanxi, Volksrepubliek China.